# Poczucie własnej skuteczności
Uzasadnienie:  Oba artykuły mówią o tym samym, o "przekonaniu, że się jest w stanie zrealizować określone działanie", ale w nieco inny sposób
Poczucie własnej skuteczności – jest to siła przekonania, iż jest się w stanie zrealizować określone działanie lub osiągnąć wyznaczone cele, np.: student szacuje czy będzie w stanie zdać egzamin i wykształca w sobie poczucie skuteczności co do zdania egzaminu. Pojęcie poczucia własnej skuteczności wywodzi się z teorii społecznego uczenia się Alberta Bandury.
Posiadane przez daną osobę oczekiwania co do własnej skuteczności, mogą warunkować podejmowanie lub nie określonych zachowań, np; jeżeli student uzna, że nie jest w stanie zdać egzaminu może do niego nie podejść (niskie poczucie własnej skuteczności). Od oczekiwań dotyczące własnej skuteczności należy odróżnić oczekiwania dotyczące wyników zadania.
Oczekiwania dotyczące wyniku zadania odnoszą się do tego, jak dana osoba postrzega określone zadanie, czy odbiera je jako mogące przynieść oczekiwany i pożądany skutek, czy nie, np.: student zastanawia się czy zdanie egzaminu przyniesie mu korzyści.
Wysokie poczucie własnej skuteczności zmniejsza lęki i zahamowania związane z działaniem, im silniejsze jest oczekiwanie własnej skuteczności tym większa wytrwałość w dążeniu do celu, nawet w obliczu przeszkód. Także wysiłek wkładany w działanie jest większy, gdy ma się przekonanie, że potrafi się osiągnąć cel.

## Cechy poczucia skuteczności
Poczucie skuteczności posiada trzy cechy:
- zasięg – dotyczy tego, na jakie zadania rozpościera się poczucie skuteczności, jeśli zasięg jest niewielki to poczucie skuteczności odnosi się jedynie do zadań prostych, natomiast duży zasięg sprawia, że poczucie skuteczności dotyczy także zadań trudnych czy nawet wyzwań.
- ogólność – gdy przekonania o skuteczności odnoszą się do wąskiej grupy działań wówczas zachodzi specyficzne poczucie skuteczności, gdy przekonania o skuteczności odnoszą się do całego życia zachodzi wysoka ich ogólność. Rozróżnienie na specyficzne i ogólne poczucie skuteczności dotyczy tego, czy osoba oczekuje sukcesów w konkretnych zadaniach czy w życiu w ogóle.
- siłę – od siły poczucia własnej skuteczności zależy to jak łatwo wygasić przekonanie, że odniesie się sukces. U osób mających silne przekonania własnej skuteczności obserwowane będą ciągłe ponawiania wysiłków pomimo porażek – poczucie skuteczności będzie silne, więc nie wygaśnie nawet pomimo niepowodzeń. U osób o niewielkiej sile przekonań co do własnej skuteczności początkowa pewność co do skuteczności może szybko minąć na skutek doświadczania nawet niewielu niepowodzeń w działaniu.